# يوسف مرزوق الداود
يوسف مرزوق الداود المرزوق سياسي كويتي وعضو سابق في المجلس التشريعي الكويتي الأول.

## سيرته
كان عضو المجلس بلدي في الكويت، وفاز في انتخابات المجلس التشريعي الكويتي الأول في عام 1938، وهو أحد المشاركين بوضع القانون الأساسي لنظام الحكم الذي وقع عليه الشيخ أحمد الجابر الصباح في 2 يوليو 1938 والذي (يعتبره بعض الكويتيون بمثابه دستور)، حيث كان القانون يتكون من خمسة مواد.